# Buenaventura kommun, Mexiko
Buenaventura är en kommun i Mexiko.   Den ligger i delstaten Chihuahua, i den nordvästra delen av landet, 1 400 km nordväst om huvudstaden Mexico City. Antalet invånare är 22 378. Arean är 8 938 kvadratkilometer.
Terrängen i Buenaventura är kuperad åt nordost, men åt sydväst är den bergig.
Följande samhällen finns i Buenaventura:
- Buenaventura
- Ejido Benito Juárez
- Colonia el Valle
- Carvajal
- El Progreso
- Colonia Cerro Blanco
- La Merced